# Walking on a Rainbow
Albums de Blue System
Body Heat
(1988)
Singles
Walking On A Rainbow est le premier album du groupe Blue System, sorti le 2 novembre 1987.

## Titres
1. Gangster Love - 4:29
2. Sorry Little Sarah - 5:13
3. She's A Lady - 5:00
4. Voodoo Nights - 3:25
5. Love Me More - 4:58
6. Emanuelle - 4:21
7. Big Boys Don't Cry - 5:07
8. G.T.O. - 3:30

## Crédits
- Paroles et musique: Dieter Bohlen
- Production: Dieter Bohlen et Luis Rodríguez